# Bahnhof Finsterwalde (Niederlausitz)

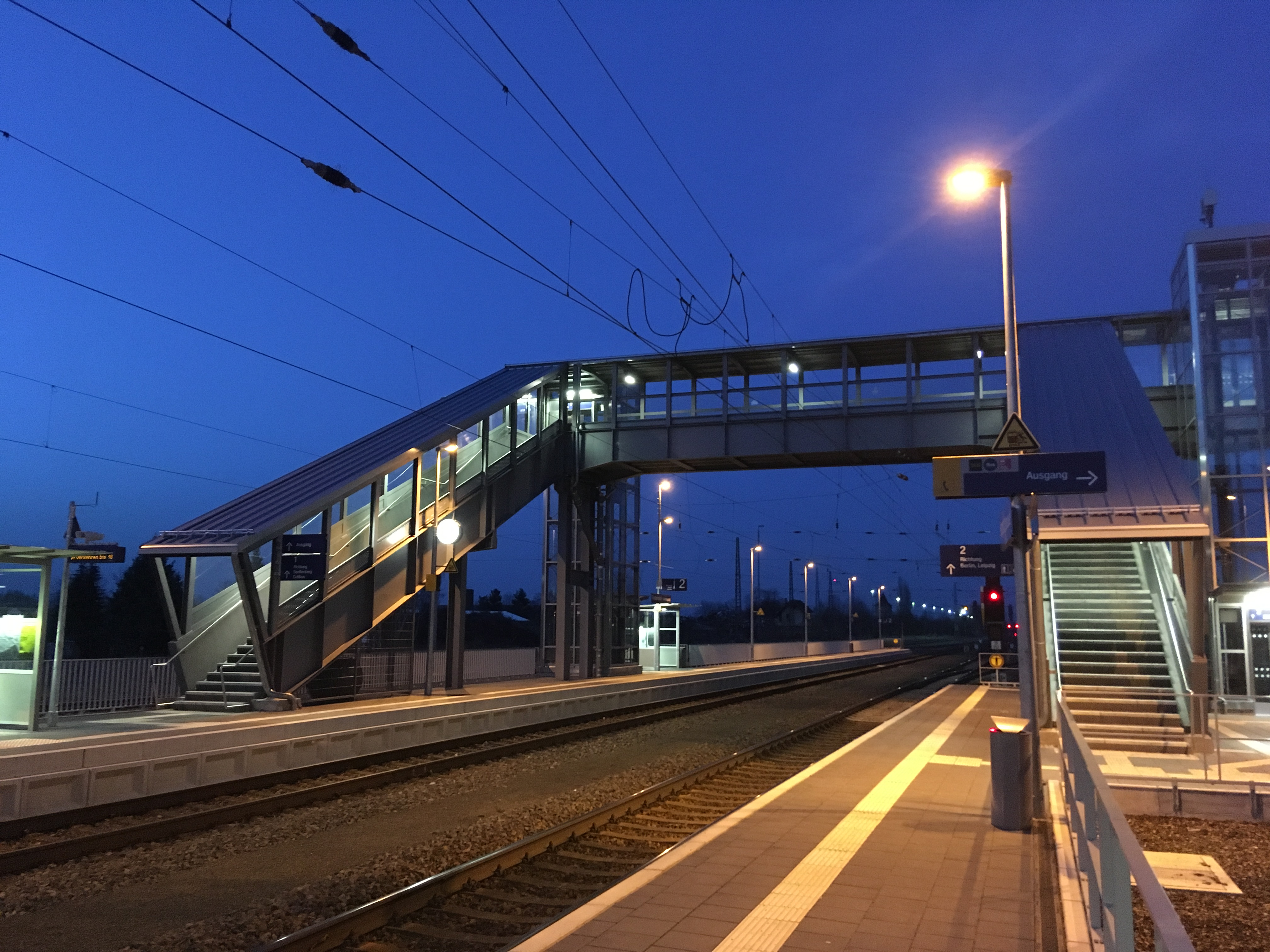
Der Bahnhof nach dem Umbau (April 2018)

Der Bahnhof Finsterwalde (Niederlausitz) ist eine Betriebsstelle der Bahnstrecke Halle–Cottbus auf dem Gebiet der Stadt Finsterwalde im Landkreis Elbe-Elster in Brandenburg. Er ist der einzige Bahnhof im Stadtgebiet. Empfangsgebäude, zwei Stellwerke, die Bahnsteigüberdachung und der Wasserturm des Bahnhofs stehen unter Denkmalschutz.

## Geschichte

Der Bahnhof auf einer Postkarte von 1901

Der Bahnhof wurde mit der Inbetriebnahme des ersten Abschnitts der Bahnstrecke Halle–Cottbus im Jahr 1871 eröffnet. Die Bahnstrecke Finsterwalde–Schipkau kam 1887 hinzu, 1911 folgte als weitere abzweigende Strecke die Bahnstrecke Finsterwalde–Luckau.
Auf der Strecke nach Luckau wurde der Personenverkehr 1968 und der Güterverkehr 1994 eingestellt. Von 2002 bis 2018 wurde auf dieser Strecke eine Museumsbahn betrieben, sie hatte aber keine Verbindung mehr zum Bahnhof. Auf der Strecke nach Schipkau wurde der Personenverkehr 1967 und der Güterverkehr 1993 eingestellt. Seit 2010 verkehren hier touristische Züge zum Besucherbergwerk Abraumförderbrücke F60. 
Das Bahnhofsgebäude steht unter Denkmalschutz.
2016 wurden beide Bahnsteige saniert sowie eine Fußgängerbrücke als Ersatz für die bestehende niveaugleiche Querung errichtet. Derzeit wird der Bahnhof der Preisklasse 5 zugeordnet.

## Anlagen

### Bahnsteige und Gleise

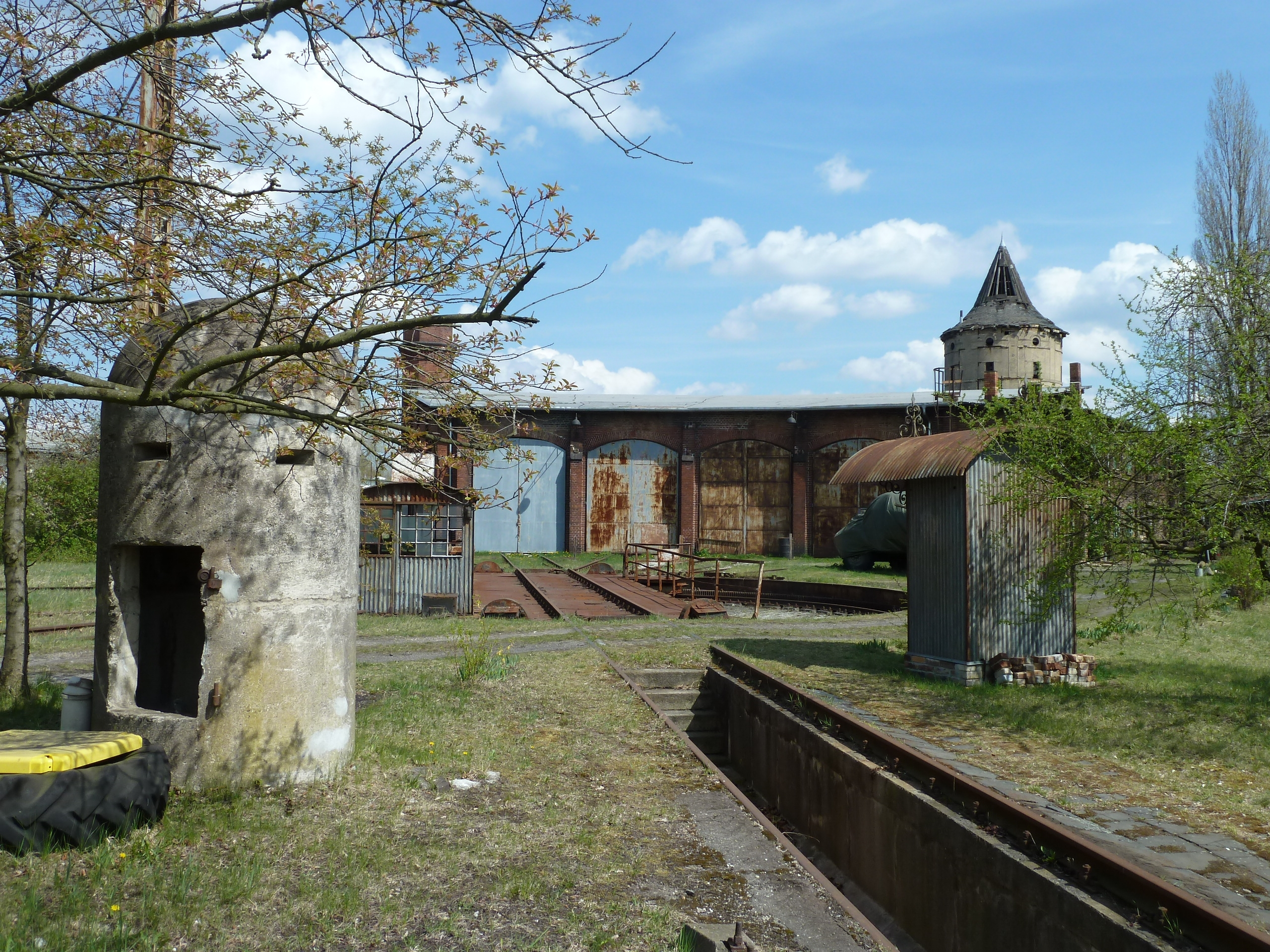
Einmannbunker am Bahnbetriebswerk Finsterwalde (2012)

Der Bahnhof hat vier Gleise und zwei Bahnsteige. Das Hauptgleis an Bahnsteig 1 ist direkt über das Empfangsgebäude zu erreichen, der Mittelbahnsteig (Gleis 2) ist über eine Brücke von Gleis 1 aus erreichbar. Beide Bahnsteige haben eine Systemhöhe von 55 Zentimetern über Schienenoberkante und eine Länge von jeweils 170 Metern.
Neben den Bahnsteiggleisen hat der Bahnhof Finsterwalde (Niederlausitz) noch zwei weitere durchgehende Gleise, außerdem sind im nordöstlichen Teil des Bahnhofs mehrere Abstellgleise vorhanden. Im Osten des Bahnhofes zweigt die Bahnstrecke Finsterwalde–Schipkau ab, die noch bis Lichterfeld betrieben wird.

### Empfangsgebäude
Das spätklassizistische Empfangsgebäude ist ein massiver Ziegelbau. Es verfügt über neun Achsen und hat zwei Stockwerke. Auf der Straßenseite befinden sich zwei Ecktürme.

### Bahnsteigüberdachung
Die Bahnsteigüberdachung besteht aus einem Spanndach mit Eisenstützen, ähnlich wie bei den Berliner S-Bahnhöfen.

### Stellwerke
Auf beiden Seiten des Empfangsgebäudes befindet sich je ein Stellwerk, die als Pendants gestaltet sind. Die zweigeschossigen massiven Ziegelbauten sind in den Jahren 1870/71 entstanden und haben ein Flachdach.

### Wasserturm
Auf der dem Bahnhof gegenüberliegenden Seite der Gleise befindet sich ein Wasserturm, der aus den Jahren 1870/75 stammt. Der massive Ziegelbau ist achteckig, besitzt zwei Geschosse und verfügt über ein Zeltdach.

## Verkehrsanbindung
Der Bahnhof liegt an der Bahnstrecke Halle–Cottbus. Er wird stündlich von einer Regional-Express-Linie der DB Regio Nordost sowie einer Regionalbahnlinie der DB Regio Nordost im Verkehrsverbund Berlin-Brandenburg bedient. Hinzu kommt seit Dezember 2020 im Berufsverkehr eine weitere Regionalexpresslinie im Zweistundentakt, die eine Direktverbindung nach Berlin herstellt.
Vom Finsterwalder Bahnhof aus fahren Busse nach Trebbus (Linien 544 und 546), Herzberg (Elster) (Linie 550), Wormlage (Linie 558) und nach Bad Liebenwerda (Linien 560 und 570). Des Weiteren verkehrt eine Buslinie (552) von Finsterwalde über Massen-Niederlausitz nach Finsterwalde zurück.
| Linie                    | Verlauf | Takt (min)                   | EVU              |
| ------------------------ | --- | ---------------------------- | ---------------- |
| RE 8                     | Finsterwalde (Niederlausitz) – Luckau-Uckro – Wünsdorf-Waldstadt – Berlin Südkreuz – Berlin Hbf                                                     | 120 (Mo–Fr im Berufsverkehr) | ODEG             |
| RE 10                    | Frankfurt (Oder) – Guben – Cottbus Hbf – Finsterwalde (Niederlausitz) – Doberlug-Kirchhain – Falkenberg (Elster) – Torgau – Eilenburg – Leipzig Hbf | 120                          | DB Regio Nordost |
| RB 43                    | Frankfurt (Oder) – Guben – Cottbus Hbf – Finsterwalde (Niederlausitz) – Doberlug-Kirchhain – Falkenberg (Elster)                                    | 120                          | DB Regio Nordost |
| Stand: 15. Dezember 2024 | |                              |                  |